# دوف كاميرون
دوف كاميرون ممثلة أمريكية ولدت في 15 يناير 1996 في سياتل، واشنطن، الولايات المتحدة بدأت مشوارها الفني في عام 2012.

## روابط خارجية
- الموقع الرسمي
- دوف كاميرون على موقع IMDb (الإنجليزية)
- دوف كاميرون على موقع ميتاكريتيك (الإنجليزية)
- دوف كاميرون على موقع روتن توميتوز (الإنجليزية)
- دوف كاميرون على موقع قاعدة بيانات الأفلام العربية
- دوف كاميرون على موقع ألو سيني (الفرنسية)
- دوف كاميرون على موقع ميوزك برينز (الإنجليزية)
- دوف كاميرون على موقع تيرنر كلاسيك موفيز (الإنجليزية)
- دوف كاميرون على موقع أول موفي (الإنجليزية)
- دوف كاميرون على موقع أول ميوزيك (الإنجليزية)
- دوف كاميرون على موقع ديسكوغز (الإنجليزية)